# Demeter and Other Poems (Tennyson)
Demeter and Other Poems – tomik wierszy angielskiego poety Alfreda Tennysona, opublikowany w 1889. Zawiera między innymi poemat Demeter and Persephone. Oprócz tego w zbiorku znalazły się między innymi utwory To the Marquis of Dufferin and Ava, On the Jubilee of Queen Victoria, Vastness, The Ring, Forlorn, Happy, To Ulysses, To Mary Boyle, The Progress of Spring, Merlin and the Gleam i Far–Far–Away. Oprócz rymu Tennyson stosuje miejscami aliterację: Fair spring slides hither o’er the Southern sea (The Progress of Spring); mighty Muses have raised to the heights of the mountains (Parnassus). Najbardziej znanym utworem z omawianego tomiku jest zapewne Crossing the Bar.